# Seismische golf

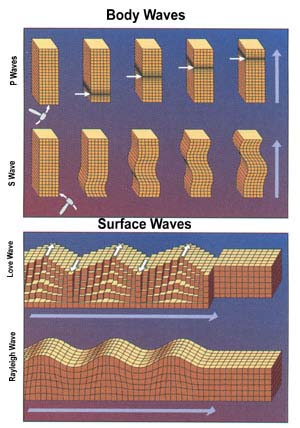
Verschillende typen seismische golven: boven ruimtegolven (body waves), onder oppervlaktegolven (surface waves).

Een seismische golf is een golf die zich door de Aarde voortplant als gevolg van het vrijkomen van energie bij een aardbeving of ander type explosie. Seismische golven ontstaan door het haardmechanisme van een aardbeving en bewegen radiaal van het hypocentrum van de aardbeving af.
Onderweg kunnen de seismische golven op discontinuïteiten in het materiaal waardoor ze bewegen (het medium) stuiten en daardoor worden gebroken, afgebogen, gereflecteerd, geabsorbeerd of omgezet. De voortplantingssnelheid van een seismische golf hangt af van het type golf en van het medium waar de golven doorheen bewegen.
Aan het oppervlak kunnen seismische golven gemeten worden met behulp van een seismograaf, een apparaat dat aan de hand van de uitslag van een seismometer of geofoon een seismogram opstelt. Analyse van seismogrammen wordt toegepast in de seismologie om de structuur van het binnenste van de Aarde beter te leren begrijpen. In de reflectieseismiek worden seismische golven gebruikt om de ligging van aardlagen in kaart te brengen met als doel grondstoffen te vinden.

## Typen seismische golven
Er zijn twee hoofdtypen seismische golven, ruimtegolven en oppervlaktegolven. De eersten bewegen door het binnenste van de Aarde via paden die kunnen worden afgebogen als de golf een seismische discontinuïteit passeert, een plotselinge overgang in compositie of dichtheid binnenin de Aarde. Deze afbuiging is vergelijkbaar met de diffractie van lichtgolven. De ruimtegolven veroorzaken de eerste trillingen van een aardbeving, maar ook latere natrillingen.

### Ruimtegolven
Er zijn twee typen ruimtegolven: P-golven (primair) en S-golven (secundair).
P-golven zijn longitudinale of compressiegolven. Het materiaal waardoor deze golven zich bewegen wordt om beurten samengedrukt en uitgerekt als de golf passeert, in de richting van voortplanting. In dezelfde omstandigheden bewegen P-golven zich iets minder dan twee keer zo snel voort als S-golven. P-golven kunnen zich zowel door gassen, vloeistoffen als vaste materialen voortbewegen. In lucht zijn P-golven geluidsgolven, ze bewegen zich voort met de geluidssnelheid. Normale snelheden zijn 330 m/s in lucht, 1450 m/s in water en ongeveer 5000 m/s in graniet. Sommige dieren kunnen de P-golven die bij een aardbeving door de lucht bewegen horen, mensen voelen slechts de golven in de ondergrond.
S-golven zijn transversale golven of schuifgolven. Het materiaal waar deze golven doorheen bewegen wordt loodrecht op hun voortplantingsrichting verplaatst. Als de golf horizontaal gepolariseerd is, zal de grond eerst naar de ene kant, daarna naar de andere kant bewegen. S-golven kunnen alleen door vaste materialen bewegen, omdat in vloeistoffen schuifspanningen geen stand houden. In alle materialen is de snelheid van S-golven ongeveer rond de 60% van de snelheid van P-golven. S-golven zijn bij aardbevingen altijd een aantal orden van grootte sterker dan P-golven. Ze komen later aan maar veroorzaken meer schade.

### Oppervlaktegolven
Oppervlaktegolven zijn vergelijkbaar met de golven in water. Ze verplaatsen zich parallel aan het aardoppervlak en zijn langzamer dan lichaamsgolven. Vanwege hun lage frequentie, langere golflengte en grote amplitude vormen ze het meest destructieve type seismische golf. Er zijn twee typen oppervlaktegolf: Rayleighgolven en Lovegolven. Theoretisch kunnen oppervlaktegolven beschouwd worden als continu in elkaar overgaande S- en P-golven.
Rayleighgolven zijn oppervlaktegolven die net als golven in water in ellipsen voortbewegen. Het bestaan van deze golven werd theoretisch voorspeld door John Rayleigh in 1885. Deze golven verplaatsen zich langzamer dan ruimtegolven en kunnen bij een aardbeving worden opgemerkt, zo zouden op een parkeerplaats de auto's op en neer moeten bewegen met de golven.
Lovegolven zijn golven waarbij in de grond horizontale schuifbeweging plaatsvindt. Ze zijn genoemd naar A.E.H. Love, een Engelse wiskundige die in 1911 een wiskundig model voor deze golven bedacht. Normaal gesproken zijn Lovegolven iets sneller dan Rayleighgolven.

De paden van seismische golven door de Aarde. De paden zijn de afstanden die worden afgelegd door de eerst aankomende golf op een bepaalde locatie.

## Seismische golven in de seismologie

### Kennis van de structuur van de Aarde
In 1760 bedacht de Engelse natuurkundige John Michell (1724 - 1793) dat aardbevingen veroorzaakt worden door drukgolven. Het duurde echter tot het begin van de 20e eeuw tot seismische metingen zo nauwkeurig werden dat men het binnenste van de Aarde ermee in kaart kon brengen. In 1909 ontdekte Andrija Mohorovičić (1857 - 1936) de naar hem genoemde discontinuïteit tussen de aardkorst en de aardmantel. Door het verfijnen van meettechnieken door seismologen als Harold Jeffreys (1891 - 1989) en Keith Edward Bullen (1906 - 1976) kan men tegenwoordig steeds preciezere waarnemingen doen.
Bij aardbevingen zijn seismografen vanaf het epicentrum tot ongeveer 90° verder op de Aarde in staat zowel P- als S-golven te registreren. Op grotere afstanden van het epicentrum komen de S-golven niet aan. Omdat transversale golven niet door vloeistoffen kunnen bewegen vormt dit bewijs dat zich binnenin de Aarde een vloeibare buitenkern bevindt. Dit werd voor het eerst aangetoond door Richard Dixon Oldham (1858 - 1936). Op de Maan is door seismografen geen soortgelijk effect gevonden, waardoor we weten dat de Maan een vaste kern heeft.

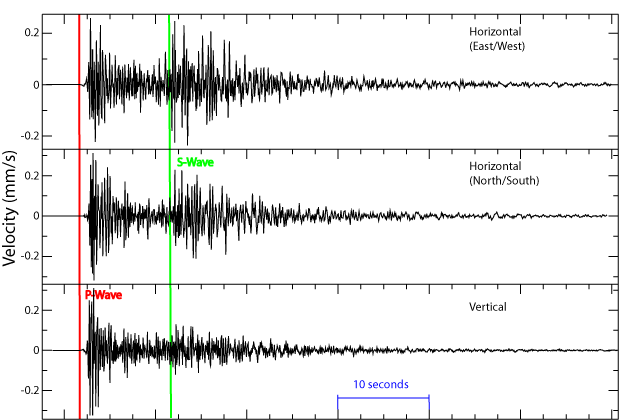
Uitslagen van P- en S-golven op een seismogram

### Bepalen van een hypocentrum
Bij aardbevingen kan door het verschil in aankomsttijd tussen de S- en P-golven te meten de afstand tussen de seismograaf en het hypocentrum worden berekend. Als deze afstand tot vier seismografen bekend is kan één unieke locatie worden aangewezen. Normaal gesproken worden na een aardbeving gegevens van tientallen meetstations gebruikt om de exacte locatie van het hypocentrum te bepalen. De meeste aardbevingen vinden plaats op minder dan 40 km diepte, hoewel ook zeer diepe bevingen tot 700 km diepte voorkomen.
Een gemakkelijke manier om de afstand tussen een locatie en de bron van de seismische golven te bepalen is het verschil in aankomsttijd te nemen tussen P- en S-golven (in seconden) en dit te vermenigvuldigen met 8 km/s.
Op grotere afstanden van aardbevingen af zijn de eerste golven die aankomen (P-golven) door de aardmantel gegaan, of zijn zelfs gereflecteerd op de buitenkern. Dit komt doordat binnenin de Aarde de snelheden van seismische golven toenemen, waardoor volgens het principe van Huygens-Fresnel diepe golven eerder aan kunnen komen dan golven die in een rechte lijn vanaf de haard komen. De dichtheid neemt binnenin de Aarde toe, waardoor de golven minder snel zouden gaan, maar de elasticiteitsmodulus van gesteente neemt veel sneller toe, wat het dichtheidseffect ruimschoots opheft.
Omdat P-golven snelheden van vele kilometers per uur hebben, kan een verschil van een halve seconde al een meetfout van een aantal kilometer opleveren bij het bepalen van het hypocentrum. In de praktijk worden daarom gegevens van vele meetstations gebruikt zodat de onzekerheid statistisch verkleind wordt. Wereldwijd kunnen epicentra meestal in de orde van 10 tot 50 km nauwkeurig vastgesteld worden, in gebieden waar het netwerk van meetstations dicht is, zoals in Californië, is de nauwkeurigheid ongeveer een kilometer. Grotere nauwkeurigheden zijn mogelijk wanneer aan de hand van de vorm van de golven op verschillende seismogrammen de binnenkomende golven worden gecorreleerd.